# Börde-Hakel
Börde-Hakel – gmina w Niemczech, w kraju związkowym Saksonia-Anhalt, w powiecie Salzland, w gminie związkowej Egelner Mulde. Powstała 1 stycznia 2010 w wyniku połączenia gmin Etgersleben, Hakeborn i Westeregeln.